# Melipotis januaris
Melipotis januaris là một loài bướm đêm trong họ Erebidae.